# Fred Wright (cyclisme)
Pour les articles homonymes, voir Wright.
Alfred « Fred  » Brockwell Wright , né le 13 juin 1999 à Londres, est un coureur cycliste britannique. Il est membre de l'équipe Bahrain Victorious.

## Biographie
Wright subit une fracture de la clavicule droite à la suite d'une chute en décembre 2021.

## Palmarès sur route

### Palmarès amateur
- 2015
  -  Médaillé de bronze du contre-la-montre au Festival olympique de la jeunesse européenne
- 2016
  - Classement général de l'Isle of Man Junior Tour[2]
  - Classement général du Tour du Pays de Galles juniors[3]
- 2017
  - Ster van Zuid-Limburg :
    - Classement général[4]
    - 2e étape

  - 3e du Tour du Pays de Galles juniors
- 2018
  - 3e étape de la Ronde de l'Oise
  - 2e de la Ronde de l'Oise
  - 2e du championnat de Grande-Bretagne sur route espoirs
- 2019
  - Grand Prix d'Affligem
  - 7e étape du Tour d'Italie espoirs
  - 4e étape du Tour de l'Avenir
  - 3e d'À travers les Hauts-de-France

### Palmarès professionnel
- 2021
  -  Champion de Grande-Bretagne sur route espoirs
  - 2e du championnat de Grande-Bretagne sur route
  - 10e d'Eschborn-Francfort
- 2022
  -  Médaillé d'argent du contre-la-montre aux Jeux du Commonwealth
  - 7e du Tour des Flandres
- 2023
  -  Champion de Grande-Bretagne sur route
  - 8e du Tour des Flandres
- 2024
  - 3e du Tour de Croatie
- 2025
  - 6e de la ADAC Cyclassics Hamburg
  - 9e de Paris-Roubaix
  - 10e de Milan-San Remo

### Résultats sur les grands tours

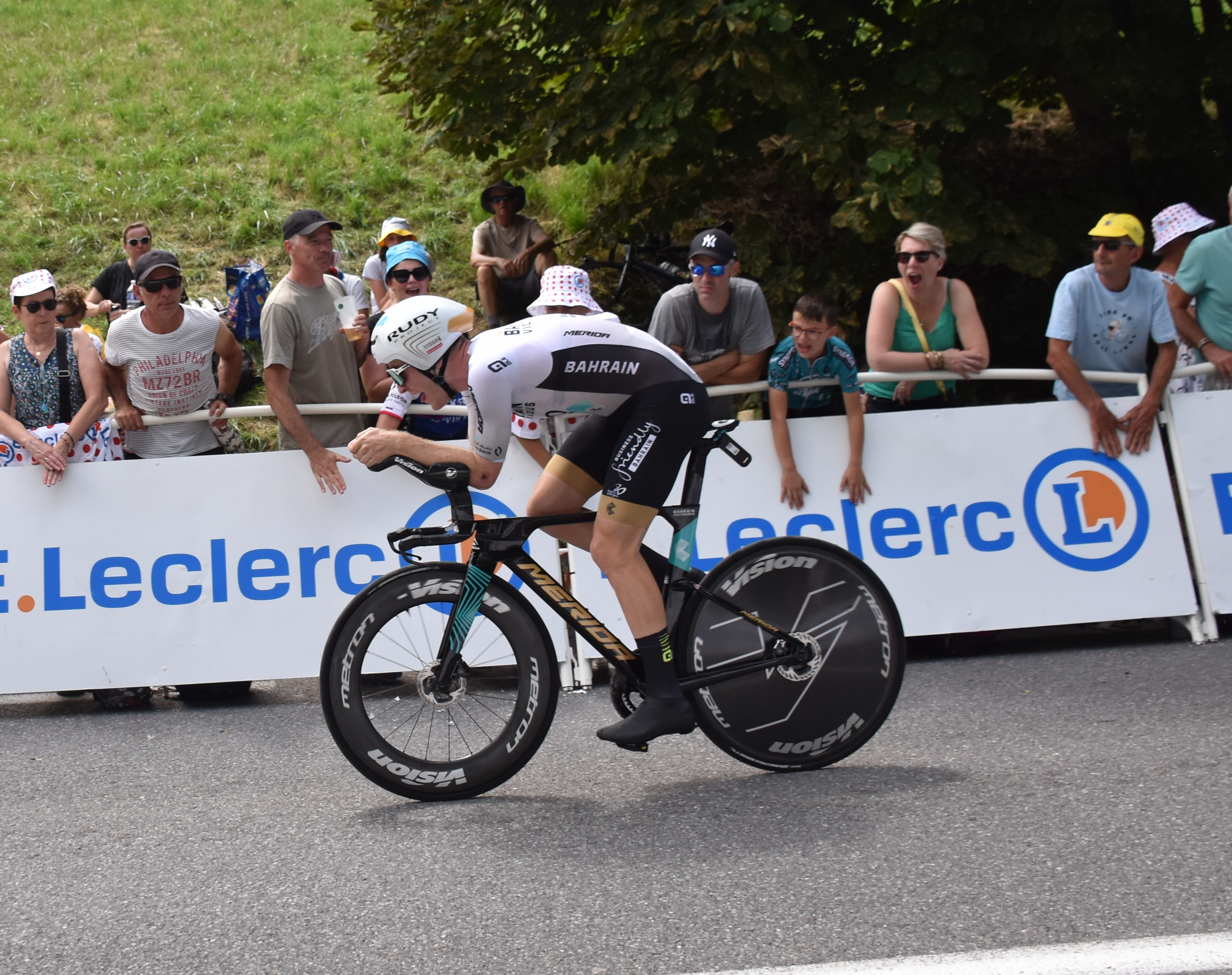
Fred Wright - Tour de France 2023 - Contre la montre individuel

#### Tour de France
5 participations
- 2021 : 96e
- 2022 : 55e
- 2023 : 92e
- 2024 : hors délais (11e étape)
- 2025 : 104e

#### Tour d'Espagne
2 participations
- 2020 : 91e
- 2022 : 67e

### Classements mondiaux
| Année                                 | 2018 | 2019  | 2020  | 2021 | 2022 | 2023 | 2024 |
| ------------------------------------- | ---- | ----- | ----- | ---- | ---- | ---- | ---- |
| Classement mondial                    | 881e | 1155e | 1056e | 362e | 185e | 204e | 224e |
| UCI Europe Tour                       | 532e | 814e  | 821e  | 302e | 152e | nc   | nc   |
|                                       |      |       |       |      |      |      |      |
| Légende : nc = non classéSource : UCI |      |       |       |      |      |      |      |

## Palmarès sur piste

### Coupe du monde
- 2018-2019
  - 2e de l'américaine à Londres
  - 3e de la poursuite par équipes à Londres
- 2019-2020
  - 3e de l'américaine à Hong Kong

### Championnats d'Europe
| Édition / Épreuve          | Poursuite par équipes                     | Course à l'américaine | Omnium | Elimination |
| Montichiari 2016 (juniors) | Or (avec Hayter, Walls et Wood)           |                       |        |             |
| Anadia 2017 (juniors)      | Argent                                    |                       | Or     |             |
| Aigle 2018 (espoirs)       | Or (avec Holt, Britton, Walls et Bostock) |                       |        |             |
| Gand 2019 (espoirs)        |                                           | Or (avec Walls)       |        |             |
| Granges 2023               |                                           | 7e                    |        | 14e         |

### Championnats nationaux
- 2015
  -  Champion de Grande-Bretagne de l'américaine juniors (avec Ethan Hayter)
- 2016
  - 3e du championnat de Grande-Bretagne de l'américaine juniors
  - 3e du championnat de Grande-Bretagne de l'américaine
- 2017
  - 2e du championnat de Grande-Bretagne de poursuite juniors
  - 2e du championnat de Grande-Bretagne de course aux points juniors
  - 2e du championnat de Grande-Bretagne de l'américaine juniors
- 2018
  -  Champion de Grande-Bretagne de poursuite par équipes (avec Ethan Hayter, Jake Stewart, Matthew Walls et Rhys Britton)
  -  Champion de Grande-Bretagne de l'américaine (avec Matthew Walls)
- 2019
  -  Champion de Grande-Bretagne de l'américaine (avec Rhys Britton)
  - 2e du championnat de Grande-Bretagne de poursuite par équipes
  - 2e du championnat de Grande-Bretagne de l'omnium